# Португальская Ост-Индия

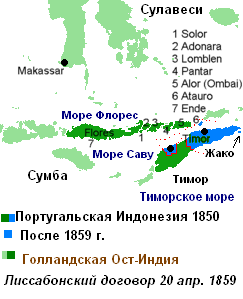
Территория Португальской Индонезии до и после Лиссабонского соглашения 1859 года

Португальская Индонезия (порт. Insulíndia portuguesa) — общее название для некогда значительных колониальных владений королевства Португалия на островах Зондского архипелага (ныне большинство из них составляют республику Индонезия) в 1512—1859. 
20 апреля 1859 Лиссабонский договор между Голландией и Португалией обозначил новые границы, окончательно делимитация которых была проведена лишь в 1902—1906 г. Португалия сохранила только Восточный Тимор, подконтрольный ей до 1975 г. В 2002 г., после завершения индонезийской оккупации, остатки португальской Индонезии обрели независимость в виде республики Восточный Тимор, официальными языками которой стали португальский и тетум.

## История
Португальская Индонезия была частью обширной португальской колониальной империи, включающей также другие азиатские, африканские и американские регионы. Поначалу португальские владения в Индонезии имели преимущественно талассократический характер, представляя собой ряд прибрежных укреплённых торгово-военных пунктов (Амбон, Макассар и др), связанных торговыми отношениями с целой цепочкой других португальских крепостей, составлявших последовательную торговую цепочку, связывавшую «острова пряностей» с метрополией и рынками Западной Европы (Даман, Диу, Гоа, Цейлон, Мозамбик, Ангола, Кабо-Верде и др.). До голландского пришествия Макассар на южном берегу Сулавеси (Селебеса) управлялся Португалией в 1512—1665 гг., Амбон в 1526—1609 гг. и т. д. Местом первой высадки португальцев на о. Тимор стала местность в районе Лифау (ныне восточнотиморский эксклав Окуси-Амбено).

### Социально-экономические отношения в Португальской Индонезии

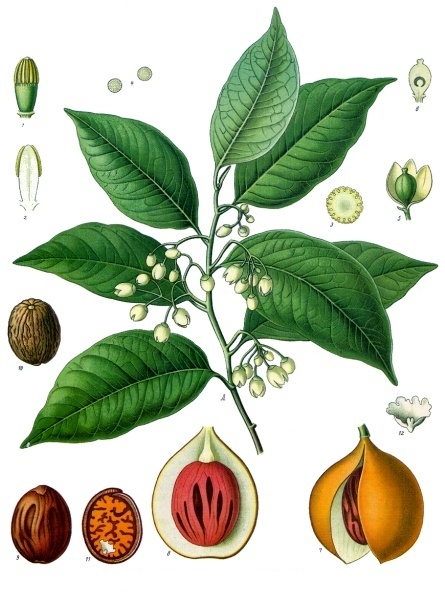
Мускатный орех как основа экономики португальской Ост-Индии

Финансовая целесообразность колонии поддерживалась высокими ценами на пряности в Западной Европе, куда португальцами импортировались гвоздика, мускатный орех, а также другие пряности и экзотические товары. Португальцы, хорошо знакомые с исламом, также проявляли значительный интерес к культуре и традициям народов Востока, обогащая их в свою очередь и европейскими влияниями. В XVI—XVII веках португальский язык стал выполнять роль лингва франка в этом регионе Азии. На уровне разговорной речи портов, он быстро смешался с местными малайскими наречиями, образовав малайско-португальский язык. В результате смешения португальцев с местным населением (малайцами и китайцами хакка) образовались смешанные и переходные группы, исповедующие католичество — евроазиаты, кристанги, топассы, метисы и др., родным для которых стал смешанный малайско-португальский язык. Их число, однако, оставалось в целом по архипелагу незначительным (не более 1-2 %) из-за крайней удалённости самой Португалии. И всё же в ряде мест (Флорес, Окуси, Восточный Тимор) их число было достаточно значительным (5-10 %) для последующей организации пропортугальски настроенных партизанских отрядов, которые вели борьбу с голландской, японской и индонезийской оккупацией вплоть до 1999 года.

## Новое время
В XVIII—XIX вв. усиливающаяся конкуренция с технологически более продвинутым и более организованным голландским флотом привела к оттеснению Португалии на периферию архипелага. Но португальцы смогли вновь сгруппироваться, развернув широкую миссионерскую деятельность на Малых Зондских островах, до которых ислам ещё не дошёл.

### География
Португальские владения включали следующие острова (1850):
- Тимор
- Флорес
- Солор
- Адонара
- Ломблен
- Патар
- Алор (Омбаи)
- Атауро
- Энде

## Голландское наступление
После подавления яростного сопротивления густонаселённых западных мусульманских султанатов, голландское наступление в португальский сектор Индонезии возобновилось с новой силой в середине XIX века. Лиссабонское соглашение 1859 года привело к утрате Португалии 2/3 своих владений в регионе, за исключением Восточного Тимора.

## Наследие
Более чем четырехвековой период португальского присутствия в регионе (1512—1975) оставил значительный след в жизни и культуре населения островов. Именно благодаря поддержке Португалии Восточный Тимор вновь смог обрести независимость. Португальский язык является официальным в этой республике. Помимо этого, значительное количество португальских заимствований имеется в других местных языках Флореса, в том числе и в самом индонезийском языке. Население Флореса (1,6 млн чел), равно как и население Восточного Тимора (1,2 млн) в основной своей массе исповедует католицизм.